# گادلبایوو
گادلبایوو (به لاتین: Gadelbayevo) یک منطقهٔ مسکونی در روسیه است که در باشقیرستان واقع شده‌است.